# 리카르도 모니츠
리카르도 모니츠(네덜란드어: Ricardo Moniz, 1964년 6월 17일 ~ )는 네덜란드의 전 프로 축구 선수이자 현 축구 감독으로, 선수 시절 포지션은 수비수였다.